# Ismail Kanay
Ismail Kanay (* 13. Mai 1965 in Izmir, Türkei; bürgerlich Ismail Kalaycı) ist ein deutsch-türkischer Internist,  Autor, Philosoph und Dichter.

## Leben
Kanay ist eines von vier Kindern einer Gastarbeiterfamilie der ersten Generation; die Familie kam 1973 nach Berlin. Kanays Eltern arbeiteten beide als Fabrikarbeiter. Sein Vater kehrte in die Türkei zurück, seine Mutter blieb mit ihren Kindern in Berlin. Kanay studierte Medizin, Philosophie, Geschichte und vergleichende Religionswissenschaften an der Freien Universität Berlin, schloss sein Studium summa cum laude ab und wurde in den Fächern Medizin und Philosophie promoviert. Nach seinem Studium arbeitete er als Assistenzarzt in Berliner Krankenhäusern und machte seinen Facharzt als Internist. Einige Jahre später ließ er sich als Internist in eigener Praxis nieder.

## Werke
- Großvaters Olivenhain. Roman, iatros Verlag, Sonnefeld 201, iatros Verlag, Potsdam 2013, ISBN 978-3-86963-447-0.

- Das Hören der Stille. Roman, iatros Verlag, Sonnefeld 2017, ISBN 978-3-86963-333-6.
- Wundränder. Gedichtband, iatros Verlag, Sonnefeld 2019, ISBN 978-3-86963-786-0.